# Грозный папа
«Грозный папа» — российский семейный фильм Карена Оганесяна. Выход в широкий прокат состоялся 27 октября 2022 года. Телевизионная премьера фильма состоялась 26 марта 2023 года на телеканале «ТНТ».

## Сюжет
Царь Иван Грозный сильно ссорится со своим сыном и случайно наносит ему опасную, смертельную рану, как это изображено на картине Ильи Репина. Чтобы исправить свою большую ошибку, царь с помощью магического гримуара из своей легендарной библиотеки (Либереи) решает перенестись в прошлое за мгновение до смертельного удара, но в итоге оказывается в нашем времени, где знакомится с семьёй Осиповых…

## В ролях
| Актёр               | Роль              |
| ------------------- | ----------------- |
| Кирилл Кяро         | Никита Осипов     |
| Евгений Гришковец   | царь Иван Грозный |
| Игорь Верник        | Потоцкий          |
| Елена Сафонова      | Марфа             |
| Анастасия Тодореску | Аида              |
| Михаил Орлов        | Шапиро            |
| Эрик Панич          | Рома Осипов       |
| Ирина Воронова      | Ольга Осипова     |
| Ульяна Пилипенко    | Полина Осипова    |
| Игнат Акрачков      | Иоанн             |
| Олеся Железняк      | экскурсовод       |
| Полина Нечитайло    | продавщица        |

## Награды
Фильм "Грозный папа" получил следующие награды в 2023 году:
- Приз за «Лучший сценарий в российском конкурсе» (Кирилл Журенков и Надежда Воробьёва) Международного фестиваля детского, юношеского и  семейного кино «Хрустальный нерпёнок»[6]

- Приз в номинации «Лучшая роль девочки» (Ульяна Пилипенко) конкурса "Киномалышок" в рамках 32-го Международного кинофестиваль "Киношок"[7]